# Saint Albans Kestrels
I Saint Albans Kestrels sono stati una squadra di football americano, di St Albans, in Inghilterra; fondati nel 1987, hanno chiuso nel 1989. Sono arrivati in finale nella Capital League, dove sono risultati sconfitti dagli LA Panthers.

## Dettaglio stagioni

### Tornei nazionali

#### Campionato

##### BGFL Premiership
| Stagione | regular season | regular season | regular season | regular season | regular season | regular season | playoff | playoff | playoff | playoff | playoff | playoff          | playoff      |
|          | Vin            | Par            | Per            | Tot            | PF             | PS             | Vin     | Per     | Tot     | PF      | PS      | risultato        | avversaria   |
| -------- | -------------- | -------------- | -------------- | -------------- | -------------- | -------------- | ------- | ------- | ------- | ------- | ------- | ---------------- | ------------ |
| 1988     | 6              | 0              | 0              | 6              | 162            | 18             | 0       | 1       | 1       | 6       | 42      | Ottavi di finale | Cardiff Mets |
| Totale   | 6              | 0              | 0              | 6              | 162            | 18             | 0       | 1       | 1       | 6       | 42      |                  |              |

Fonti: Enciclopedia del Football - A cura di Roberto Mezzetti

### Tornei locali

#### Capital League
| Stagione | regular season | regular season | regular season | regular season | regular season | regular season | playoff | playoff | playoff | playoff | playoff | playoff      | playoff     |
|          | Vin            | Par            | Per            | Tot            | PF             | PS             | Vin     | Per     | Tot     | PF      | PS      | risultato    | avversaria  |
| -------- | -------------- | -------------- | -------------- | -------------- | -------------- | -------------- | ------- | ------- | ------- | ------- | ------- | ------------ | ----------- |
| 1987     | 8              | 1              | 1              | 10             | 392            | 53             | 1       | 1       | 2       | 53      | 30      | Capital Bowl | LA Panthers |
| Totale   | 8              | 1              | 1              | 10             | 392            | 53             | 1       | 1       | 2       | 53      | 30      |              |             |

Fonti: Enciclopedia del Football - A cura di Roberto Mezzetti

### Riepilogo fasi finali disputate
| Anno           | Luogo | Evento           | Fase del torneo  | Incontro                             | Risultato |
| 23 agosto 1987 | Brent | Capital League   | Capital Bowl     | LA Panthers - Saint Albans Kestrels  | 22 - 20   |
| 14 agosto 1988 |       | BGFL Premiership | Ottavi di finale | Cardiff Mets - Saint Albans Kestrels | 42 - 6    |